# 106P/Schuster
106P/Schuster, komet Jupiterove obitelji.